# Fast and Furious 6, le jeu
Fast and Furious 6, le jeu est un jeu vidéo de course basé sur le film sorti de 2013. Il est sorti en deux versions différentes, la 2D de Gameloft et la 3D de Kabam pour Android, iOS, J2ME, Windows Phone et Windows 8.1.

## Système de jeu
Le jeu se joue de la même manière que CSR Racing et se concentre sur les courses d'endurance, mais ajoute également du "drift". Le timing correct des vitesses est essentiel en mode Drag, et changer trop tôt ou trop tard (excès de vitesse) peut perdre du temps. Le mode Drift est également essentiellement sur rails, reposant principalement sur le joueur pour les entrées opportunes. 
Bien que le jeu propose des pièces premium payante, tout peut être déverrouillé si le joueur progresse dans le jeu. 